# ششة (ننور)
ششة (بالفارسية: ششه) هي مستوطنة تقع في إيران في قسم ننور الريفي. يقدر عدد سكانها بـ 114 نسمة .